# Jean Ducloux

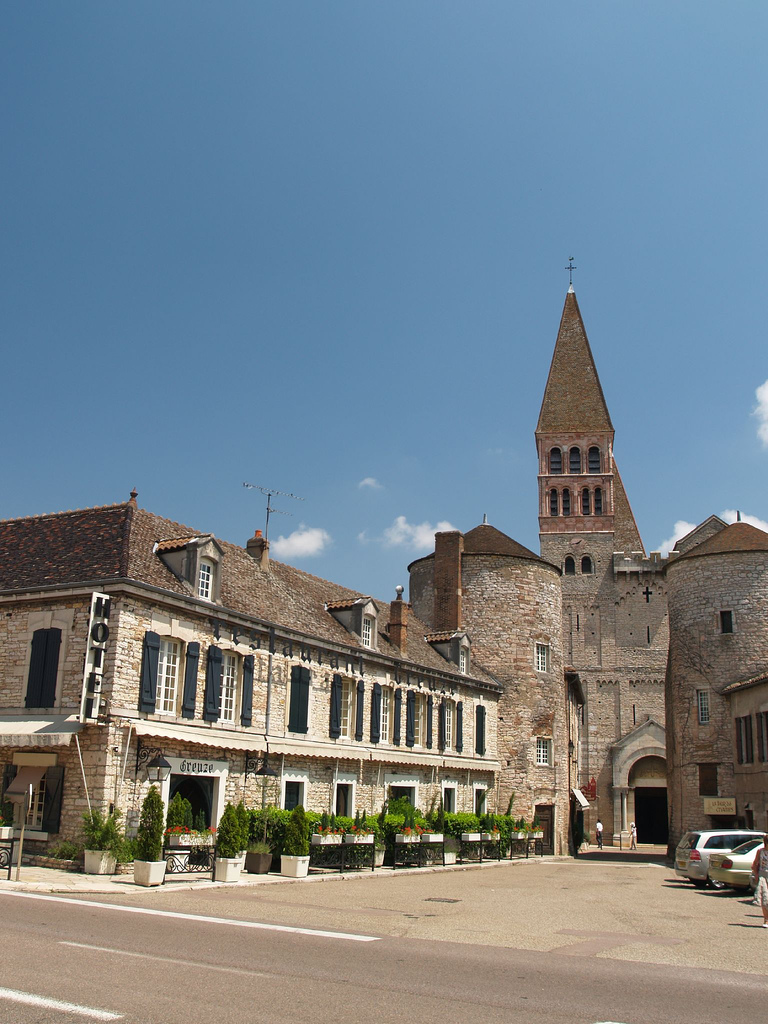
Tournus mit dem Sternerestaurant Greuze. Vorn die Route nationale 6

Jean Ducloux (* 6. April 1920 in Tournus, Département Saône-et-Loire; † 5. Dezember 2011 ebenda) war ein französischer Koch, Gastronom und Autor.

## Leben
Bereits als 13-Jähriger begann Ducloux bei Henri Racouchot im Restaurant Les Trois Faisans in Dijon, das zwischen den Weltkriegen zu den besten Häusern Frankreichs gehörte, mit einer Kochlehre. Sein großes Talent wurde zu dieser Zeit bereits offenbar, denn gleich anschließend wurde er Jungkoch bei Alexandre Dumaine im Hôtel de la Côte-d'Or in Saulieu, ebenfalls ein Haus mit sehr hoher Reputation. Wie in dieser Branche üblich, nahm er anschließend mehrere Stellen in verschiedenen Restaurants an, auch im Restaurant Chez l'armée française.
Als in seinem Heimatstädtchen 1947, unmittelbar nach dem Krieg ein Restaurant frei wurde, mietete er es kurzerhand und machte sich selbstständig. Er nannte das Restaurant nach dem einheimischen Kunstmaler Jean-Baptiste Greuze Greuze, das heute noch existiert und genau so heißt. Bis 2003 leitete er das Haus selbst, entschloss sich dann aber mit 83 Lebensjahren zum Rücktritt. Sein Nachfolger wurde der junge Küchenchef Yohann Chapuis. Der Stil des Hauses war stark vom Maître geprägt: Ducloux galt als Frohnatur, der in seinem Restaurationsraum eine für die gehobene Gastronomie unübliche Stimmung verbreitete. In und um der kleinen Stadt Tournus waren seine unzählige Geschichten und Eskapaden wohlbekannt.
Er definierte seine Küche und die Philosophie seines Lebens in zwei Büchern: Jean Ducloux cuisinier à Tournus (Verlag Solar) und Les grands classiques de la cuisine française beim Minerva-Verlag.

## Auszeichnungen
Bereits ein Jahr nach der Eröffnung des Greuze kam der erste Stern, der zweite im Jahr 1978.